# Принц Персії: Піски часу (фільм)
Принц Персії: Піски часу (англ. Prince of Persia: The Sands of Time) — американський пригодницький екшн 2010 року, режисером якого є Майкл Ньюел. Фільм ґрунтується на однойменній відеогрі компанії Ubisoft. У головних ролях знялися Джейк Джилленгол, Джемма Артертон і Бен Кінґслі. Прем'єра у світі відбулася 26 травня 2010 року, в Україні — 3 червня 2010 року.
Продюсер фільму — Джеррі Брукхаймер («Пірати Карибського моря»).

## Сюжет
Одного разу на перському ринку цар Шараман бачить дуже відважного хлопчика. Захопившись його спритністю і хоробрістю, цар вирішує прийняти хлопчика в свою сім'ю. Принц Дастан виростає і бере участь у військовому поході разом зі своїми братами. Їхній шлях лежить через священне місто Аламут, яке, за секретним доносами, постачає зброю їхнім ворогам. Принц Тас вирішує напасти на Аламут, незважаючи на прохання батька не чіпати це місто. Армія бере місто, але вони не знаходять там ніякої зброї.
Під час захоплення міста принцу Дастану випадково дістається дивний кинджал, і він залишає його у себе, як сувенір. Цар, що приїхав у місто, лає синів, які не послухали його, на що принц Тас запевняє батька, що знайде зброю в місті будь-якими способами. Під час святкування з нагоди перемоги цар надягає отруєну мантію, подаровану йому Дастаном (яка, в свою чергу, дісталася йому від брата Таса). Король Шараман гине. Всі вирішують, що це Дастан убив свого батька, і принц тікає з палацу разом з принцесою Аламуту на ймення Таміна, яка володіє красою, що не має рівних у всій Персії.
Принц після свого вигнання дізнається, що вбивцею його батька був сам Низам. Замисливши убивство рідного брата заради вступу на трон, Низам вирішує звинуватити у злочині принца Дастана. Принц об'єднує сили з принцесою Таміною для того, щоб перешкодити Низаму здійснити кровопролиття заради отримання влади над Пісками Часу — могутнім божественним артефактом, здатним змінювати час і наділяти господаря владою над світом. Дорогою йому зустрічається торговець рабами шейх Амар («злегка» нечесний підприємець, що займається страусиними перегонами), а також численні армії його коронованого брата Таса і брата його батька — Низама. Щоб не дати кинджалу часу потрапити в погані руки, вони вирішують віднести його у таємне святилище.
Біля святилища Таміна розповідає Дастану, що повинна померти, але на них нападають вбивці — асасини, найняті Низамом, і викрадають кинджал. Дастан і Таміна намагаються запобігти небезпеці, що загрожує світу, і не дати дядькові Дастана випустити Піски Часу, що зберігаються в пісочному годиннику, який покоїться глибоко під священним містом Аламут. Кинджал зберігається у Високому храмі під охороною асасина, що метає шипи, тому Сесо (майстерний метальник ножів на службі у Шейха Амара) вирушає на сутичку з ним. Він вбиває асасина, проте кілька голок потрапляють йому в серце, і він гине, але перед цим метає кинджал у вікно, де той потрапляє в руки Дастана.
Дастан йде до свого старшого брата, нового короля Персії — Тасу, й розповідає про зраду Низама. Як доказ своєї невинності, принц Дастан вбиває себе кинджалом. Тас стоїть над тілом брата, не розуміючи що сталося. Однак, перейнявшись словами Дастана, все ж випускає пісок з кинджала і запобігає його смерті. Тас переконався в щирості свого брата Дастана, але входять Низам і асасин. Низам вбиває Таса, забирає кинджал і прямує під Аламут — до пісочного годинника. Дастан, розправившись з асасином, вирушає слідом за зрадником-дядьком разом з Таміною, використовуючи таємні проходи. На шляху до пісків їм знову заважає вбивця — лідер клану Асасинів. У важкій сутичці Дастан бере гору, але не без допомоги принцеси Таміни, яка вберегла принца від смертельного укусу змії. Перед лицем небезпеки принц і принцеса дарують один одному поцілунок і рухаються далі.
Досягши Пісків, вони намагаються зупинити Низама, але через землетрус зісковзують зі скелі. Дастан з останніх сил ухопився за стрімчак і зловив Таміну. Принцеса, сказавши принцу про те, що все, що відбувається — це його доля, і в його владі все змінити, жертвує собою: послаблює руку і падає в безодню. Дастан видирається на скелю, але не встигає зупинити Низама — він встромив кинджал у скло Пісочного Годинника і вивільнив Піски часу. Намагаючись відштовхнути Низама, принц хапається за кинджал. Починається піщана буря. Вона підхоплює Низама й Дастана і забирає за собою в жахливому потоці.
Однак принц встиг витягти кинджал з Годинника, завдяки чому він переноситься в момент, коли заволодів кинджалом і той став його трофеєм — той час, коли тільки закінчився штурм Аламута. Він знаходить свого брата Таса і переконує знайти шпигуна, щоб той розповів правду про зброю. Низам розуміючи, що його викрили, намагається вбити Дастана, але втручається Тас, і Низам гине. Тас приносить вибачення принцесі Таміні і пропонує їй скріпити узи шлюбом «з тим, хто не тільки підкорив ваше місто, але й врятував його», маючи на увазі Дастана. Дастан повернув Таміні кинджал. Вона приймає його подарунок і тим самим стає його обраницею.

## Ролі
- Джейк Джилленхол — Дастан
  - Вільям Фостер — молодий Дастан
- Джемма Артертон — Таміна
- Бен Кінгслі — Нізам
- Альфред Моліна — Шейх Амар
- Стів Туссен — Сесо
- Дарвін Шоу — Ашока
- Тобі Кеббелл — Гарсів
- Річард Койл — Тас
- Рональд Пікап — король Шараман
- Ріс Річі — Біс

## Український дубляж
Фільм дубльовано на студії «Le Doyen» на замовлення «Disney Character Voices International» у 2010 році.
- Режисер дубляжу — Анна Пащенко
- Перекладач і автор синхронного тексту — Федір Сидорук
- Мікс-студія — Shepperton International
- Творчий консультант — Mariusz Arno Jaworowski

Ролі дублювали:
- Дмитро Сова — Дастан
- Дарина Мамай-Сумська — Таміна
- Валерій Легін — Нізам
- Євген Пашин — Шейх Амар
- Андрій Федінчик — Гарсів
- Андрій Мостренко — Тас'
- Валерій Шептекіта — король Шараман

А також: Павло Піскун, Юрій Ребрик, Микола Боклан, Анатолій Барчук, Тарас Нестеренко та інші.

## Касові збори
У США фільм зібрав $59,452,000, за кордоном — $156,400,000 (загалом — $215,852,000).

## Саундтрек
Автором саундтреку є композитор Гаррі Греґсон-Вільямс
| #   | Назва                                                            | Тривалість |
| --- | ---------------------------------------------------------------- | ---------- |
| 1.  | «Принц Персії (The Prince of Persia)»                            | 5:20       |
| 2.  | «Набіг на Аламут (Raid On Alamut)»                               | 6:32       |
| 3.  | «Tamina Unveiled»                                                | 2:34       |
| 4.  | «Король і його сини (The King and His Sons)»                     | 2:59       |
| 5.  | «Втеча Дастана і Таміни (Dastan and Tamina Escape)»              | 4:31       |
| 6.  | «Подорож через пустелю (Journey Through the Desert)»             | 2:55       |
| 7.  | «Страусячі перегоди (Ostrich Race)»                              | 0:59       |
| 8.  | «Біг із Шейк Амара (Running from Sheikh Amar)»                   | 3:27       |
| 9.  | «Trusting Nizam»                                                 | 4:37       |
| 10. | «Видіння смерті (Visions of Death)»                              | 1:46       |
| 11. | «То ти збираєшся допомогти мені? (So, You're Going To Help Me?)» | 2:20       |
| 12. | «Засідка в оазі (The Oasis Ambush)»                              | 1:54       |
| 13. | «Напад асасинів (Hassansin Attack)»                              | 2:59       |
| 14. | «Повернення до Аламуту (Return To Alamut)»                       | 3:05       |
| 15. | «No Ordinary Dagger»                                             | 4:39       |
| 16. | «The Passages»                                                   | 3:09       |
| 17. | «Піски часу (The Sands of Time)»                                 | 3:58       |
| 18. | «Destiny»                                                        | 3:38       |
| 19. | «I Remain»                                                       | 4:57       |